# Овајачи олимпијских медаља у ритмичкој гимнастици
Ритмичка гимнастика на Летњим олимпијским играма дебитовала је 1984. на играма у Лос Анђелесу. Такмичење се одвија искључиво у женској конкуренцији. Следећа листа презентује све освајаче златних, сребрних и бронзаних медаља на Олимпијским играма у ритмичкој гимнастици.

## Вишебој појединачно
| Игре                 |                                      |                              |                                        |
| 1984. Лос Анђелес    | Лори Фанг · Канада                   | Дојна Стајкулеску · Румунија | Регина Вебер · Западна Немачка         |
| 1988. Сеул           | Марина Лобач · Совјетски Савез       | Адриана Дунавска · Бугарска  | Александра Тимошенко · Совјетски Савез |
| 1992. Барселона      | Александра Тимошенко · Уједињени тим | Каролина Паскуал · Шпанија   | Оксана Скалдина · Уједињени тим        |
| 1996. Атланта        | Катерина Сјеребрјанска · Украјина    | Јана Батиршина · Русија      | Алена Витриченко · Украјина            |
| 2000. Сиднеј         | Јулија Барсукова · Русија            | Јулија Раскина · Белорусија  | Алина Кабајева · Русија                |
| 2004. Атина          | Алина Кабајева · Русија              | Ирина Чашћина · Русија       | Ана Бесонова · Украјина                |
| 2008. Пекинг         | Јевгенија Канајева · Русија          | Ина Жукова · Белорусија      | Ана Бесонова · Украјина                |
| 2012. Лондон         | Јевгенија Канајева · Русија          | Дарја Димитријева · Русија   | Љубов Черкашина · Белорусија           |
| 2016. Рио де Жанеиро | Маргарита Мамун · Русија             | Јана Кудрјавцева · Русија    | Ана Ризатдинова · Украјина             |
| 2020. Токио          |                                      |                              |                                        |

## Вишебој екипно
| Игре                 | | | |
| 1996. Атланта        | Шпанија · Марта Балдо · Нурија Кабаниљас · Естела Хименез · Лорена Гурендес · Тања Ламарка · Естибалис Мартинез                    | Бугарска · Ина Делчева · Валентина Кевлијан · Марија Колева · Маја Табакова · Ивелина Талева · Вјара Ваташка                     | Русија · Јевгенија Бочкарева · Олга Штиренко · Ирина Џуба · Ангелина Јушкова · Јулија Иванова · Јелена Кривошеј                |
| 2000. Сиднеј         | Русија · Ирина Белова · Јелена Шаламова · Марије Њетесова · Наталија Лаврова · Вера Шиманскаја · Ирина Зиљбер                      | Белорусија · Татјана Ананко · Татјана Бјелан · Ана Глазкова · Ирина Ињенкова · Марија Лазук · Олга Пужевич                       | Грчка · Ајрини Аиндили · Евангелина Христодоулу · Марија Георгату · Захарула Карјами · Чариклеја Пантази · Ана Полату          |
| 2004. Атина          | Русија · Олесја Белугина · Олга Глацких · Татјана Курбакова · Наталија Лаврова · Јелена Посевина · Јелена Мурзина ·                | Италија · Елиза Бланки · Фабриција Д’Отавио · Маринела Фаљка · Данијела Масерони · Елиза Сантони · Лаура Верници                 | Бугарска · Жанета Илијева · Елеонора Кежова · Зорница Маринова · Кристина Рангелова · Галина Танчева · Владислава Танчева      |
| 2008. Пекинг         | Русија · Јелена Посевина · Татјана Горбунова · Ана Гавриленко · Дарја Шкурихина · Наталија Зујева · Маргарита Алијчук              | Кина · Суј Џаншуан · Цај Тунтун · Чоу Тао · Џан Шо · Сун Дан · Лу Јуанјан                                                        | Белорусија · Олесја Бабушкина · Анастасија Иванкова · Ксенија Санкович · Зинаида Лунина · Глафира Мартинович · Алина Тумилович |
| 2012. Лондон         | Русија · Ксенија Дудкина · Анастасија Близњук · Алина Макаренко · Анастасија Назаренко · Каролина Севастјанова · Јулијана Донскова | Белорусија · Марина Гончарова · Анастасија Иванкова · Наталија Лешчик · Александра Наркевич · Ксенија Санкович · Алина Тумилович | Италија · Елиза Бланки · Ромина Лаурито · Марта Пањини · Елиза Сантони · Анжелика Саврајук · Андреа Стефанеску                 |
| 2016. Рио де Жанеиро | Русија · Вера Бирјукова · Анастасија Близњук · Анастасија Максимова · Анастасија Татарева · Марија Толкачева                       | Шпанија · Сандра Агилар · Артеми Гавесу · Елена Лопез · Лурдес Моедано · Алехандра Керида                                        | Бугарска · Љубомира Казанова · Ренета Камберова · Михаела Маевска-Величкова · Цветелина Најденова · Христиана Тодорова         |
| 2020. Токио          | | | |